# جيوفاني كايسيدو
جيوفاني كايسيدو هو لاعب كرة قدم إكوادوري في مركز الدفاع، ولد في 28 مارس 1981 في إسمرالداس في الإكوادور. شارك مع منتخب الإكوادور لكرة القدم. أما مع النوادي، فقد لعب مع إل. دي. يو. كيتو وديبورتيفو كوينكا وسوسيداد ديبورتيفو كيتو ونادي إيميلك ونادي برشلونة ونادي تورونتو ونادي ديبورتيفو إل ناسيونال.

## وصلات خارجية
- جيوفاني كايسيدو على موقع قاعدة بيانات كرة القدم.إي يو (الإنجليزية)
- جيوفاني كايسيدو على موقع ناشيونال فوتبول تيمز (الإنجليزية)
- جيوفاني كايسيدو على موقع Soccerway.com (الإنجليزية)